# Обценьки

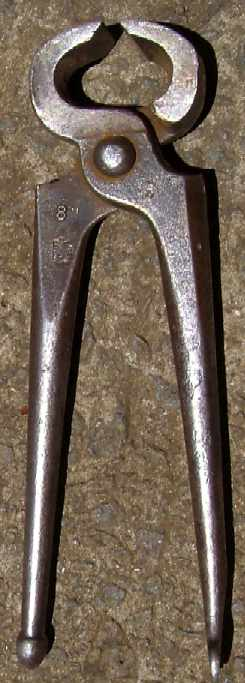
Обценьки

Обце́ньки — ручне металеве знаряддя у вигляді щипців з загнутими всередину і загостреними кінцями для витягування цвяхів, різновид кліщів. Як і цвяходер, обценьки працюють за принципом важеля: кінцева частина губки знизу слугує коротшим плечем, частина губки при шарнірі і зведені руків'я — довшим плечем, внаслідок чого здійснюється виграш у силі.
Етимологічно українське слово «обценьки» походить від пол. obcęgi і далі від нім. Hebzange.